# Zaklopača (Grocka)
Pour les articles homonymes, voir Zaklopača.
Zaklopača (en serbe cyrillique : Заклопача) est une localité de Serbie située dans la municipalité de Grocka et sur le territoire de la ville de Belgrade. Au recensement de 2011, elle comptait 2 297 habitants. 

## Géographie

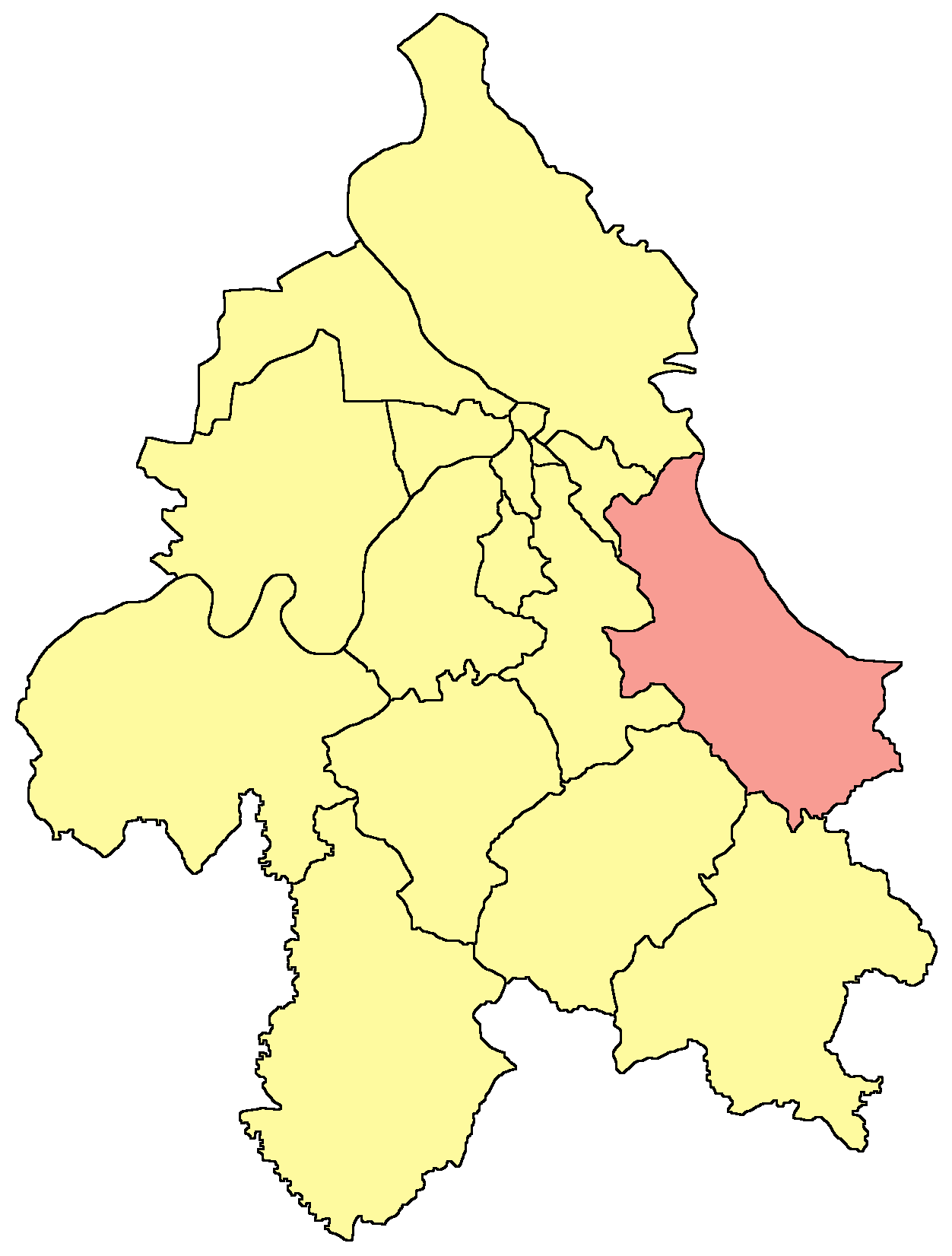
Localisation de la municipalité de Grocka dans la Ville de Belgrade

Zaklopača, officiellement classée parmi les villages de Serbie, est située à 8 kilomètres à l'ouest de Grocka et à 25 kilomètres à l'est de Belgrade. 
La partie nord de Zaklopača, qui s'étend le long de la route du Smederevski put est appelée Strnjike. Elle se développe plus rapidement que le reste de la localité et avance en direction de Grocka, de Boleč et de la rive du Danube. 

## Histoire
En 1818, Zaklopača comptait 67 foyers et, en 1822, 75. Selon le recensement de 1921, le village comptait 248 foyers et 1 356 habitants.

## Démographie

### Évolution historique de la population
| 1948  | 1953  | 1961  | 1971  | 1981  | 1991  | 2002  | 2011  |
| ----- | ----- | ----- | ----- | ----- | ----- | ----- | ----- |
| 1 860 | 1 871 | 1 782 | 1 807 | 1 946 | 2 197 | 2 252 | 2 297 |

|  |

### Données de 2002
Pyramide des âges (2002)
En 2002, l'âge moyen de la population était de 40,3 ans pour les hommes et 42 ans pour les femmes.
Répartition de la population par nationalités (2002)
En 2002, les Serbes représentaient 97,69 % de la population.

### Données de 2011
En 2011, l'âge moyen de la population était de 43,1 ans, 42 ans pour les hommes et 44,1 ans pour les femmes.

## Économie
L'économie de la localité est essentiellement liée à l'agriculture (pommes, prunes, pêches, abricots, cerises etc.).